# Lijst van spelers van Birmingham City FC
Deze lijst omvat voetballers die bij de Engelse voetbalclub Birmingham City FC spelen of gespeeld hebben. De spelers zijn alfabetisch gerangschikt.

## A
- Dele Adebola
- Kemy Agustien
- George Allen
- Oliver Allen
- Sam Alsop
- Sone Aluko
- Darren Anderton
- Akwasi Asante
- Gordon Astall
- Peter Atherton
- Bertie Auld

## B
- Arkadiusz Bak
- Eric Barber
- Stewart Barrowclough
- Andy Barrowman
- Percy Barton
- Jonathan Bass
- Malcolm Beard
- Jean Beausejour
- Nicklas Bendtner
- Cristian Benítez
- Ian Bennett
- Marcus Bent
- David Bentley
- John Beresford
- Johnny Berry
- Mathew Birley
- Noel Blake
- Robert Blake
- Jimmy Bloomfield
- Jim Blyth
- Omar Bogle
- Hameur Bouazza
- Jason Bowen
- Lee Bowyer
- Lee Bradbury
- Joe Bradford
- Bjørn Otto Bragstad
- Paul Branch
- Gary Breen
- Des Bremner
- Bobby Brennan
- Barry Bridges
- Bud Brocken
- Jackie Brown
- Alex Bruce
- Daniel Bruce
- Steve Bruce
- Frank Buckley
- David Burrows
- Nicky Butt

## C
- Jimmy Calderwood
- Lee Camp
- Dudley Campbell
- Stuart Campbell
- Tony Capaldi
- Stephen Carr
- Michael Carrick
- Tom Carroll
- Lee Carsley
- Darren Carter
- Tim Carter
- Robert Catlin
- Simon Charlton
- Chris Charsley
- Aliou Cissé
- Jamie Clapham
- Steve Claridge
- Stephen Clemence
- Andy Cole
- Ferdinand Coly
- Terry Cooke
- Paul Cooper
- Watty Corbett
- John Cornforth
- Carlos Costly
- Tony Coton
- Tony Cottee
- Chris Cottrill
- John Crosbie
- Daniel Crowley
- Ulises de la Cruz
- Kenny Cunningham
- Alan Curbishley
- Ernest Curtis

## D
- Liam Daish
- Gerry Daly
- Scott Dann
- Neill Danns
- Curtis Davies
- Stanley Davies
- Donald Dearson
- Matt Derbyshire
- Paul Devlin
- Salif Diao
- Gary Dicker
- Julian Dicks
- Kevin Dillon
- Johan Djourou
- José Dominguez
- Neil Dougall
- Colin Doyle
- Mark Duffy
- Christophe Dugarry
- David Dunn
- Wayne Dyer

## E
- Nicky Eaden
- Andrew Edwards
- George Edwards
- Giovanny Espinoza
- Len Evans
- Richard Evans

## F
- Craig Fagan
- Keith Fahey
- Brian Farmer
- Paul Fenwick
- Barry Ferguson
- Ray Ferris
- Luciano Figueroa
- Steve Finnan
- Curtis Fleming
- Mikael Forssell
- Nicky Forster
- Richard Forsyth
- Ben Foster
- Winston Foster
- John Frain
- Kevin Francis
- Trevor Francis
- Paul Furlong

## G
- Marco Gabbiadini
- Craig Gardner
- Gary Gary Ablett
- Howard Gayle
- Mark Gayle
- Archie Gemmill
- Peter Gilbert
- Jerry Gill
- Don Givens
- Johnny Gordon
- Paul Gorman
- Martin Grainger
- Julian Gray
- Colin Green
- Ken Green
- Jimmy Greenhoff
- Christophe Grondin
- Thomas Grosvenor
- Jesper Grønkjær

## H
- James Hagan
- Asa Hall
- Jeff Hall
- John Hallam
- Mick Harford
- Alex Harley
- Jimmy Harris
- Joe Hart
- Paul Hart
- Mike Hellawell
- Terry Hennessey
- James Herriot
- Emile Heskey
- Antoine Hey
- Terry Hibbit
- Henry Hibbs
- Jim Higgins
- Aliaksandr Hleb
- Trevor Hockey
- David Holdsworth
- Christopher Holland
- Paul Holmes
- Harry Hooper
- Barry Horne
- Geoff Horsfield
- Ingi Højsted
- Luke Hubbins
- Bryan Hughes
- Michael Hughes
- William Hughes
- Nicky Hunt
- Jonathan Hutchinson
- Graham Hyde
- Roger Hynd

## I
- Muzzy Izzet

## J
- Matt Jackson
- Radhi Jaïdi
- Jiri Jarosik
- Stephen Jenkins
- Caesar Jenkyns
- Cameron Jerome
- Jake Jervis
- Martin Jiránek
- Stern John
- Andrew Johnson
- Andy Johnson
- Damien Johnson
- Michael Owen Johnson
- Roger Johnson
- Allan Johnston
- Willie Johnston
- Charles Jones

## K
- Vasilios Kalogeracos
- Olivier Kapo
- Patrick Kavanagh
- Alan Kelly
- Stephen Kelly
- Howard Kendall
- Jeff Kenna
- Neil Kilkenny
- Richard Kingson
- Noel Kinsey
- Jovan Kirovski
- Birkir Kristinsson
- Njazi Kuqi

## L
- Kyle Lafferty
- David Langan
- Sebastian Larsson
- Martin Latka
- Stan Lazaridis
- Adam Legzdins
- Anders Limpar
- Peter Løvenkrands
- Kenny Lowe
- Tresor Luntala

## M
- Owen Madden
- Marcelo
- Paul Mardon
- Andy Marriott
- Chris Marsden
- Simon Marsh
- Obafemi Martins
- Jon McCarthy
- Seamus McDonagh
- James McFadden
- Francis McGurk
- Jim McLoughlin
- Gary McSheffrey
- Mario Melchiot
- Gil Merrick
- Michel
- Toine van Mierlo
- Alan Miller
- Tommy Mooney
- Seymour Morris
- Clinton Morrison
- Carl Motteram
- Fabrice Muamba
- Hayden Mullins
- David Murphy
- Peter Murphy
- Jordon Mutch
- Thomas Myhre

## N
- Bruno N'Gotty
- Mehdi Nafti
- Peter Ndlovu
- Dick Neal
- Mike Newell
- Edward Newton
- Israel Mayamba

## O
- Garry O'Connor
- Martyn O'Connor
- Michael O'Grady
- Jay O'Shea
- Samuel Oji
- Bryan Orritt
- Borja Oubiña
- Quincy Owusu-Abeyie

## P
- Malcolm Page
- Marcos Painter
- Wilson Palacios
- Walter Pandiani
- Stuart Parnaby
- John Paskin
- Krystian Pearce
- Jermaine Pennant
- Kevin Phillips
- Jamie Pollock
- Kevin Poole
- Aubrey Powell
- Darryl Powell
- David Preece
- Dan Preston
- Darren Purse

## Q
- Nigel Quashie
- Franck Queudrue
- James Quinn

## R
- Rafael Schmitz
- Ray Ranson
- Simon Rea
- Nathan Redmond
- Tony Rees
- Dai Richards
- Daniël de Ridder
- Liam Ridgewell
- John Roberts
- Steve Robinson
- Ian Rodgerson
- Gary Rowett
- Sigurd Rushfeldt
- Martin Russell

## S
- Mat Sadler
- Ashley Sammons
- Vincent Samways
- Paul Sansome
- Robbie Savage
- Johnny Schofield
- David Seaman
- John Sheridan
- Robin Shroot
- Carl Shutt
- Jerome Sinclair
- Scott Sinclair
- Jimmy Singer
- Graham Sissons
- Trevor Smith
- Danny Sonner
- Gary Sprake
- Byron Stevenson
- Lewis Stoker
- Chris Sutton
- Piotr Świerczewski

## T
- Teemu Tainio
- Paul Tait
- Alberto Tarantini
- Maik Taylor
- Martin Taylor
- Olivier Tebily
- Martin Thomas
- Denis Thwaites
- Carl Tiler
- Peter Till
- Colin Todd
- Tony Towers
- Djimi Traoré
- Dan Tremelling

## U
- Matthew Upson

## V
- Nico Vaesen
- Enric Vallés
- Pat van den Hauwe
- Steve Vickers
- Grégory Vignal
- Rowan Vine

## W
- Johnny Watts
- Don Weston
- Chris Whyte
- Tom Williams
- Jared Wilson
- Curtis Woodhouse
- Christopher Wreh

## Y
- Dwight Yorke

## Z
- Mauro Zárate
- Nikola Žigić